# Pointe-à-Pitre
Pointe-à-Pitre (tiếng Pháp: Pointe-à-Pitre, phát âm [pwɛ̃tapitʁ]; Creole: Lapwent, [lapwɛ̃t]) là thành phố chính và lớn nhất của Guadeloupe, một vùng lãnh thổ hải ngoại của Pháp ở Lesser Antilles, đây là quận lỵ của quận Pointe-à-Pitre.